# Look on Yonder Wall
«Look on Yonder Wall», або «Get Ready to Meet Your Man» — пісня американського блюзового музиканта Джеймса «Біл-Стріт» Кларка, випущена синглом у 1945 році на лейблі Columbia. Пізніше пісню перезаписали багато блюзових виконавців, серед яких Елмор Джеймс, Літтл Джуніор Паркер, Джуніор Веллс і Фредді Кінг.

## Походження
Пісня була записана 24 жовтня 1945 року Джеймсом «Біл-Стріт» Кларком під назвою «Get Ready to Meet Your Man» і була випущена синглом році на лейблі Columbia.
Джаз Гіллум, з яким часто асоцієються ця пісня, записав її версію 18 лютого 1946 (RCA Victor 20-1974), через чотири місяці після Кларка. Хоча назва була змінена, на платівці був зазначений Джеймс Кларк як композитор. 10 березня 1949 року Артур «Біг Бой» Крудап записав пісню під назвою «Hand Me Down My Walking Cane» для RCA Victor (50 0100), яка була випущена на синглі у 1950 році. На лейблі платівки автором був зазначений Крудап.

## Версія Елмора Джеймса
У 1961 році Елмор Джеймс перезаписав свою версію пісні під назвою «Look on Yonder Wall» в Новому Орлеані, яка вийшла на синглі разом з «Shake Your Moneymaker» (Fire 504). Джеймсу (вокал, гітара) акомпанували Семмі Маєрс (губна гармоніка), Джонні «Біг Мус» Вокер, Семмі Лі Буллі (контрабас) і Кінг Моуз Тейлер (ударні). Це була одна із небагатьох пісень Джеймса із використанням губної гармоніки, оскільки замість неї зазвичай був саксофон.

## Інші версії
Пісню перезаписали інші виконавці, серед яких Бойд Гілмор (1952), Літтл Джуніор Паркер для Driving Wheel (1962), Джуніор Веллс для Hoodoo Man Blues (1965), Пол Баттерфілд для The Paul Butterfield Blues Band (1965), Гоумсік Джеймс для Blues Southside Chicago (1966), Артур «Біг Бой» Крудап (червень 1967) для Look on Yonder's Wall (1969), Ерл Гукер для Don't Have to Worry (1969), Фредді Кінг для My Feeling for the Blues (1970) і Woman Across the River (1973), Дж. Б. Гатто для Slideslinger (1983), Джонні Коупленд (1993), Меджик Слім і The Teardrops (1993—95) для концертного альбому Pure Magic (2014), Елвін Бішоп (2008) та ін.